# Husinec (kraj południowoczeski)
Husinec – miasto w Czechach, w kraju południowoczeskim, w powiecie Prachatice.
Według danych z 1 stycznia 2024, liczba mieszkańców miasta wynosi 1414 osób (1066. miejsce w kraju wśród miejscowości; 549. miejsce wśród miast).
Jest to miejsce narodzin czeskiego reformatora i teologa Jana Husa.

## Demografia
| Rok             | 2008 | 2016 | 2024 |
| --------------- | ---- | ---- | ---- |
| Liczba ludności | 1395 | 1425 | 1414 |